# Brimbank Park
Brimbank Park är en park i Australien. Den ligger i Keilor, en förort till Melbourne, i kommunen Brimbank och delstaten Victoria, cirka 14 kilometer nordväst om centrala Melbourne.
I parken lever ett antal olika djurarter, pungräv och vanlig pungekorre lever bland de stora träden av arten Eucalyptus camaldulensis, vallabys, fladdermöss, ödlor och ormar är också vanligt förekommande.